# José María Albareda
José María Albareda Herrera (Caspe, 15 de abril de 1902-Madrid, 27 de marzo de 1966) fue un científico y sacerdote español. Miembro destacado del Opus Dei, fue secretario general del Consejo Superior de Investigaciones Científicas y rector de la Universidad de Navarra (1960-1966).

## Biografía
Nació en Caspe (Zaragoza). Hijo de Teodoro Albareda, boticario de Caspe, dirigente del sindicato católico agrícola; y de Pilar Herrera, natural de Calanda. Era el tercero de sus hermanos. Inició sus estudios de bachillerato en Caspe, en una academia privada. Al iniciar el tercer curso se trasladó a Zaragoza, donde concluyó el bachillerato en el Instituto General y Técnico (1918), con premio extraordinario.
Estudió Farmacia en la Universidad de Madrid y Ciencias Químicas en la de Zaragoza, donde se inició en la investigación científica con los profesores Rocasolano y Ríus Miró. Se doctoró en Farmacia. Catedrático de Agricultura del Instituto de Enseñanza Media de Huesca. Se especializó en Ciencia del Suelo (en sus aspectos naturalista y agrícola) en Bonn, Zúrich y Kónisberg, con pensión concedida por la Junta para la Ampliación de Estudios e Investigaciones Científicas. En 1932 trabajó en la Rothamsted Experimental Station, sobre caracterización de suelos mediante análisis químico de arcillas.
Durante este periodo publicó numerosos trabajos en revistas especializadas. En 1935 fue nombrado catedrático de Agricultura del Instituto Velázquez de Madrid y encargado de explicar un curso sobre Suelos en la Academia de Ciencias de Madrid. En 1939 fue director del Instituto de Enseñanza Media «Ramiro de Maeztu» de Madrid, y, en 1940, obtuvo la cátedra de Geología Aplicada de la Facultad de Farmacia de la Universidad de Madrid. Al crearse por el gobierno franquista, en 1939, el Consejo Superior de Investigaciones Científicas fue nombrado secretario general, cargo que desempeñó hasta su muerte.
Comienza entonces la etapa más destacada de su vida profesional como ejecutor de una obra calificada por Gregorio Marañón como «uno de los acontecimientos fundamentales de la vida cultural de nuestro país». Buscó por toda España la persona u organismo con posibilidades para la investigación, respetando la personalidad de cada institución existente y creándola donde se ofrecían condiciones favorables.
Fue el primer miembro del Opus Dei en ser recibido por el papa. En concreto, la audiencia con Pío XII tuvo lugar el 23 de julio de 1942, y durante la misma se habló de las investigaciones y estudios llevados a cabo por Albareda.
Hizo compatibles sus funciones de gobierno y promoción de la investigación científica nacional, con una labor investigadora muy brillante. El Instituto de Edafología, que fundó y dirigió, fue germen de una importante escuela investigadora que se extendió por todo el país, tanto en las cátedras universitarias cuyos titulares se habían formado en el Instituto, como en la creación de Centros de Edafología y Agrobiología. La labor investigadora de estos centros sobre campos científicos relativos a la agricultura y la economía agraria tuvo repercusión a través de los Institutos de Orientación y Asistencia Técnica, promovidos por Albareda, en coordinación con las corporaciones locales.
El Instituto de Edafología contribuyó a formar investigadores y profesores universitarios en varios campos científicos por ser su especialidad zona de confluencia de diversas ciencias, desde la Geología sedimentaria a la Biología vegetal, y por la amplitud de orientación que Albareda imprimía a su trabajo investigador. Esta labor en pro de la investigación cimentó el gran prestigio científico de Albareda, lo cual fue a su vez base de unas relaciones internacionales que se extendieron desde su especialidad a todos los sectores de la actividad del Consejo. Su prestigio científico, unido a sus valores humanos, delicadeza en el trato personal, alegría serena y vida de servicio a los demás, le convirtieron en una de las personas más influyentes y destacadas de la cultura española de la posguerra.
En 1960 fue nombrado primer rector magnífico de la Universidad de Navarra, cargo que desempeñó hasta su muerte. Albareda contribuyó a fortalecer las relaciones internacionales de la Universidad y fomentó la proyección social de esta a toda la región navarra.
Había conocido en Madrid, en 1935, a Josemaría Escrivá de Balaguer. En 1937 se hizo miembro del Opus Dei. A partir de entonces la vida espiritual de Albareda estuvo inspirada en la doctrina y costumbres de esta institución. En 1959 recibió la ordenación sacerdotal, aunque continuó toda su actividad profesional, en la que alcanzó multitud de honores y distinciones: Académico de las Reales Academias de Farmacia, Ciencias y Medicina de Madrid, de la Pontificia de Roma, de las de Ciencias de Barcelona y Zaragoza. Miembro de la Academia de Ingenieros de Estocolmo y de numerosas asociaciones extranjeras. Doctor honoris causa por la Universidad Católica de Lovaina y la Universidad de Toulouse.